# Fossora
Albums de Björk
Utopia
(2017)
Fossora est le onzième album studio de Björk sorti en 2022,,,.
Enregistré durant la pandémie de Covid-19, les thèmes traités dans cet album sont majoritairement l'isolement, la perte et le deuil, que Björk explore à la suite de la mort de sa mère, Hildur Runa Hauksdóttir, en 2018.
À sa sortie, l'album se place à la centième place du Billboard 200, le plus faible démarrage d'un de ses albums sur le classement à ce jour.

## Liste des titres
| 1.    | Atopos              | 4:46 |
| 2.    | Ovule               | 3:38 |
| 3.    | Mycelia             | 2:00 |
| 4.    | Sorrowful Soil      | 3:15 |
| 5.    | Ancestress          | 7:17 |
| 6.    | Fagurt Er í Fjörðum | 0:44 |
| 7.    | Victimhood          | 6:57 |
| 8.    | Allow               | 5:26 |
| 9.    | Fungal City         | 4:45 |
| 10.   | Trölla-Gabba        | 1:57 |
| 11.   | Freefall            | 4:31 |
| 12.   | Fossora             | 4:19 |
| 13.   | Her Mother's House  | 4:33 |
| 54:14 |                     |      |